# La Dernière Fête de Jedermann
Pour plus de détails, voir Fiche technique et Distribution.
La Dernière Fête de Jedermann (titre original : Jedermanns Fest) est un film austro-germano-français réalisé par Fritz Lehner et sorti en 2002.

## Synopsis
Le célèbre couturier autrichien Jan Jedermann a un accident de voiture mortel. Il revit les dernières heures de sa vie et les circonstances dramatiques qui l’ont amené à se risquer à prendre la route dans un moment de grand désarroi…

## Fiche technique
- Titre : La Dernière Fête de Jedermann
- Titre d’origine: Jedermanns Fest
- Réalisation : Fritz Lehner
- Scénario et dialogues : Fritz Lehner
- Assistant-réalisation : Ulrike Dickmann
- Musique : Peter Ponger
- Photographie : Gernot Roll, Wolfgang Treu (en)
- Son : Michael Etz
- Montage : Tanja Schmidbauer, Juno Sylvia Englander
- Décors : Anna Prankl
- Costumes : Uli Fessler
- Photographe de plateau : Jim Rakete
- Pays d’origine :  Allemagne,  Autriche,  France
- Tournage :
  - Année : 1996
  - Langues : allemand, anglais, français
  - Extérieurs : Paris (France), Vienne (Autriche)
- Producteurs : Veit Heiduschka, Volker Schlöndorff, René Letzgus, Martin Wiebel
- Directeur de production : Michael Katz
- Sociétés de production : Wega Filmproduktionsgesellschaft mbH (Autriche), Österreichischer Rundfunk (Autriche), Studio Babelsberg Gmbh (Allemagne), Westdeutscher Rundfunk (Allemagne), Star Productions SA (France)
- Distributeur d’origine : Progress Film-Verleih GmbH (Berlin)
- Format : couleur par Eastmancolor — 35 mm — 2.35:1 CinemaScope — son Dolby SR
- Genre : drame
- Durée : 173 minutes
- Dates de sortie :
  - 25 janvier 2002 en  Autriche
  - 5 octobre 2002 en  Allemagne

## Distribution
- Klaus Maria Brandauer : Jan Jedermann
- Juliette Gréco : Yvonne Becker
- Sylvie Testud : Sophie
- Redbad Klynstra : Daniel
- Alexa Sommer : Isabelle
- Veronika Lucanska : Cocaïne
- Susan Lynch : Maria
- Piotr Wawrzynczak : Jurek

## Distinctions

### Récompense
- Diagonale 2002 : Grand Prix Diagonale à Fritz Lehner.

### Nomination
- Festival international du film de Moscou 2002 : Fritz Lehner nommé pour le Prix d’or